# Sope Dirisu
Ṣọpẹ Dìrísù (Londen, 9 januari 1991) is een Brits acteur.

## Biografie
Sope Dirisu werd in 1991 geboren in de Londense wijk Edgware als de zoon van Nigeriaanse ouders. Hij volgde een acteeropleiding aan het National Youth Theatre en studeerde economie aan de Universiteit van Birmingham. Als student speelde hij ook als quarterback voor het footballteam van de universiteit.

## Carrière
In 2012 mocht hij zich na een auditie aansluiten bij de Royal Shakespeare Company. Zijn eerste rol voor het theatergezelschap was die van Pericles in het toneelstuk Pericles, Prince of Tyre. Hij bleef ook actief bij het National Youth Theatre.
In de jaren 2010 had hij verschillende kleine bijrollen in film- en televisieproducties als Utopia (2014), Black Mirror (2016) en The Huntsman: Winter's War (2016). In 2014 had hij ook een terugkerende rol in het tweede seizoen van The Mill. In 2020 vertolkte Dirisu een hoofdrol in de misdaadserie Gangs of London en de Netflix-horrorfilm His House.

## Filmografie

### Film
- Criminal (2016)
- The Huntsman: Winter's War (2016)
- Sand Castle (2017)
- His House (2020)
- Mothering Sunday (2021) - Donald
- Mr malcom's list (2022)

### Televisie (selectie)
- Utopia (2014)
- The Mill (2014)
- The Casual Vacancy (2015)
- Humans (2015–2018)
- Black Mirror (2016)
- Undercover (2016)
- The Halcyon (2017)
- Next of Kin (2018)
- Gangs of London (2020)
- His Dark Materials (2021) (stem)